# Associação Ateísta Portuguesa
A Associação Ateísta Portuguesa (AAP) é uma entidade sem fins lucrativos criada por um grupo de ateus, agnósticos e céticos, em 2008. Foi presidida por Carlos Esperança até 2020, tendo-lhe sucedido na direção João Lourenço Monteiro.
A AAP protestou contra a forma como Joseph Ratzinger foi recebido pelas entidades oficiais na ocasião de sua visita a Portugal entre os dias 12 e 13 de maio de 2010 e afirmou ter havido atribuídas honrarias e um protocolo a Bento XVI que um Estado laico não concede a nenhum outro Chefe de Estado estrangeiro.

## Objetivos
A Associação declara em seu estatuto ter os seguintes objetivos:
1. Fazer conhecer o ateísmo como mundividência ética, filosófica e socialmente válida;
2. A representação dos legítimos interesses dos ateus, agnósticos e outras pessoas sem religião no exercício da cidadania democrática;
3. A promoção e a defesa da laicidade do Estado e da igualdade de todos os cidadãos independentemente da sua crença ou ausência de crença no sobrenatural;
4. A despreconceitualização do ateísmo na legislação e nos órgãos de comunicação social;
5. Responder às manifestações religiosas e pseudo-científicas com uma abordagem científica, racionalista e humanista.